# 立樹遥
立樹 遥（たつき よう、1973年11月10日 - ）は、元宝塚歌劇団星組の男役。
神奈川県横浜市、横浜女学院高等学校出身。身長172cm。血液型B型。愛称は「しい」。

## 来歴
- 1991年、宝塚音楽学校入学。
- 1993年3月、79期生として宝塚歌劇団に入団。入団時の成績は40人中35番[1]。月組公演『グランドホテル/BROADWAY BOYS』で初舞台[1]。その後、雪組に配属。
- 1998年、『ラヴィール』のロケットボーイ役で注目を集める。
- 1999年、『ノバ・ボサ・ノバ』で新人公演主演。
- 2002年、『ホップスコッチ』で、バウホール公演初主演（壮一帆、音月桂とのトリプル主演）。
- 2003年5月、星組に組替え。
- 2004年4月、初ディナーショー『Luce―陽だまりの足音―』開催。
- 2005年、TSミュージカルファンデーションの舞台『タック』に外部出演。
  - 同年、全国ツアー『ベルサイユのばら』でアンドレ役を演じる。
- 2006年、『ベルサイユのばら』東京本公演でもアンドレ役を演じた。
  - 同年6月、『フェット・アンペリアル』でバウホール公演初単独主演。
- 2009年4月26日、『My dear New Orleans／ア ビヤント』東京宝塚劇場公演千秋楽をもって宝塚歌劇団を退団。
- 2011年8月13日、自身のブログにて、7月12日に入籍したことを公表[2]。
- 2012年2月1日から、名古屋の中日ビルイメージモデルを務める（前任は宝塚歌劇団卒業生で後輩にあたる遼河はるひ）。

## 人物
横浜市内で一人っ子として出生。中学3年生の時に、日向薫のステージを見て宝塚を志す。それまでは子供が好きだったこともあり、漠然と保育士を目指していた。その後、東京アートスクールでレッスンを積み、2度目の挑戦で合格。
イルカが好きで、あらゆる水族館のイルカショーを見ている。三重県鳥羽市のイルカ島もお気に入りのひとつ。
趣味はドライブ。突然思い立って、ひとりで車を飛ばすこともあるという。

## 宝塚歌劇団時代の主な舞台出演

### 雪組時代
- 1995年11月、『あかねさす紫の花』新人公演：佐伯連子麻呂（本役：高倉京）／『マ・ベル・エトワール』
- 1996年2月、『エリザベート -愛と死の輪舞-』新人公演：ジュラ（本役：汐美真帆）
- 1997年3月、『仮面のロマネスク』新人公演：ロベール（本役：泉つかさ）／『ゴールデン・デイズ』
- 1997年5月、『嵐が丘』（バウ・東京特別）シールダース牧師
- 1997年9月、『真夜中のゴースト』新人公演：ファニアス（本役：楓沙樹）／『レ・シェルバン』
- 1997年12月、『春櫻賦』新人公演：中城安辰（本役：安蘭けい）／『LET'S JAZZ -踊る五線譜-』
- 1998年5月、『風と共に去りぬ』（全国ツアー）ウィリー
- 1998年8月、『浅茅が宿 -秋成幻想-』新人公演：曾次郎（本役：香寿たつき）／『ラヴィール』
- 1999年2月、『浅茅が宿 -秋成幻想-』保重／『ラヴィール』（中日）
- 1999年4月、『再会』／『ノバ・ボサ・ノバ』ドアボーイ、新人公演：ソール（本役：轟悠） ＊新人公演初主演
- 1999年11月、『バッカスと呼ばれた男』ギュンター、新人公演：マザラン枢機卿（本役：汐風幸）／『華麗なる千拍子'99』
- 2000年4月、『バッカスと呼ばれた男』オルレアン公爵／『華麗なる千拍子』（全国ツアー）
- 2000年6月、『デパートメント・ストア』／『凱旋門』アンリ、役替わり公演：ハイメ（本役：安蘭けい）
- 2000年12月、『月夜歌聲』（シアタードラマシティ・東京特別）温世傑
- 2001年2月、『猛き黄金の国 -士魂商才!岩崎彌太郎の青春-』武市半平太／『パッサージュ -硝子の空の記憶-』
- 2001年8月、『アンナ・カレーニナ』（バウ・東京特別）コンスタンチン・レーヴィン（コスチャ）
- 2001年10月、『愛 燃える -呉王夫差-』孫武／『Rose Garden』
- 2001年11月、『OVER THE MOON -月影瞳クロニクル-』（バウ）アンリ
- 2002年4月、『風と共に去りぬ』（日生劇場）フランク・ケネディ
- 2002年5月、『追憶のバルセロナ』アルバラード／『ON THE 5th -ヴィレッジからハーレムまで-』
- 2002年10月、『ホップ スコッチ －Hopscotch　石けり－』（バウ・東京特別公演）バーナード・スタイン ＊バウホール公演初主演
- 2003年1月、『春麗の淡き光に －朱天童子異聞－』鬼童丸／『Joyfull!!』

### 星組時代
- 2003年7月、『王家に捧ぐ歌』ケペル
- 2003年12月、『永遠の祈り -革命に消えたルイ17世-』（ドラマシティ）ニコラス
- 2004年2月、『1914／愛』マルク・シャガール／『タカラヅカ絢爛』
- 2004年4月、立樹遥ディナーショー『Luce 〜陽だまりの足音〜』 ＊初ディナーショー
- 2004年8月、『花舞う長安 -玄宗と楊貴妃-』楊国忠（楊鉦）／『ロマンチカ宝塚 04 -ドルチェ・ヴィータ!-』（博多座）
- 2004年10月、『花舞う長安 -玄宗と楊貴妃-』楊国忠（楊鉦）／『ロマンチカ宝塚 04 -ドルチェ・ヴィータ!-』
- 2005年1月、TSミュージカルファンデーション『タック』 ＊外部出演
- 2005年5月、『長崎しぐれ坂』舘岡／『ソウル・オブ・シバ!!』
- 2005年9月、『ベルサイユのばら』アンドレ／『ソウル・オブ・シバ!!』（全国ツアー）
- 2005年11月、『ベルサイユのばら』アンドレ／『ソウル・オブ・シバ!!』（韓国公演）
- 2006年1月、『ベルサイユのばら -フェルゼンとマリー・アントワネット編-』ベルナール
- 2006年6月、『フェット・アンペリアル -帝国の祝祭-』（バウ）ウィリアム・ワルシンガム ＊バウホール主演
- 2006年8月、『愛するには短すぎる』マーシャル・ウェンズワース／『ネオ・ダンディズム! - 男の美学 -』
- 2006年12月、『ヘイズ・コード』（ドラマシティ・東京特別）ラルフ・カートン
- 2007年3月、『さくら -妖しいまでに美しいおまえ-』／『シークレット・ハンター』ジョエル・ロビュション
- 2007年8月、『さくら -妖しいまでに美しいおまえ-』／『シークレット・ハンター』ジョエル・ロビュション（博多座）
- 2007年11月、『エル・アルコン-鷹-』ジェラルド・ペルー／『レビュー・オルキス』
- 2008年3月、『赤と黒』（シアタードラマシティ・東京特別・名古屋特別）レナール氏
- 2008年6月、『THE SCARLET PIMPERNEL』アントニー・デュハースト
- 2008年11月、『外伝ベルサイユのばら -ベルナール編-』アンドレ／アラン／『ネオ・ダンディズム!Ⅲ』（全国ツアー）
- 2009年2月、『My Dear New Oleans -愛する我が街-』ジュール・アンダーソン／『ア ビアント（a bientot）』 ＊退団公演